# Arz Tannourine
Arz Tannourine (les cèdres de Tannourine) est une réserve naturelle libanaise située du côté Sud de la vallée Qadisha, à 1 200 mètres d'altitude, proche de la ville de Tannourine. Elle a été créée en  1999. 
Seconde réserve de ce type dans le pays, elle contient environ 60 000 cèdres du Liban historiques. 
Les cèdres couvrent environ 90% du massif forestier.